# イット・ハプニング・イン・モントレー
「イット・ハプニング・イン・モントレー」または「イット・ハプニング・イン・モンテレー」（It Happened in Monterey" 、 "It Happened in Monterrey）は、メイベル・ウェインが作曲し、歌詞がビリー・ローズ、ポール・ホワイトマンと彼のオーケストラが演奏した1930年の曲。1930年のミュージカル映画、キング・オブ・ジャズのために書かれ、その後、リージェント・クラブ・オーケストラ、ジョージ・オルセン、ルース・エッティングなどによって、数回にわたって取り上げられたが、人気を得るには至らなかった。 フランク・シナトラが1956年に録音した事で人気が出た。

## 収録したアーティスト
- メル・トーメ[2]
- フランク・シナトラ
- オスカー・ピーターソン[3]